# 我アルカディアにもあり

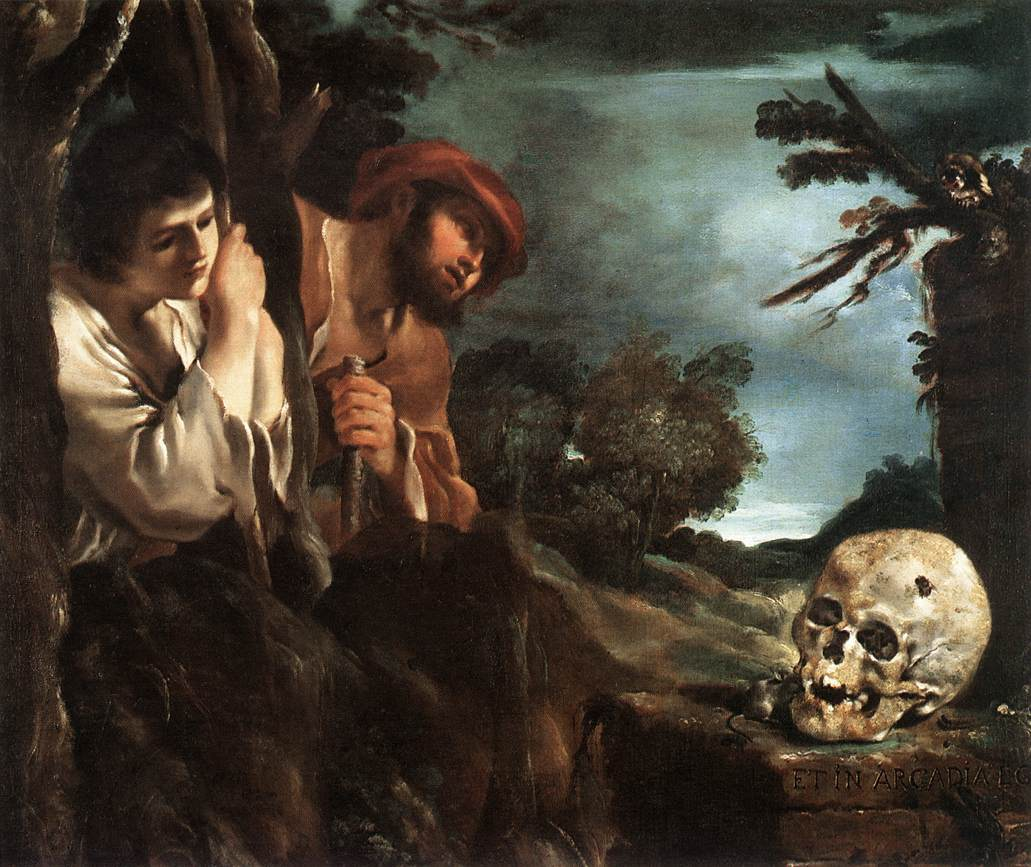
グエルチーノ『我アルカディアにもあり』 (1618-1622年)、バルベリーニ宮国立絵画館 (ローマ)

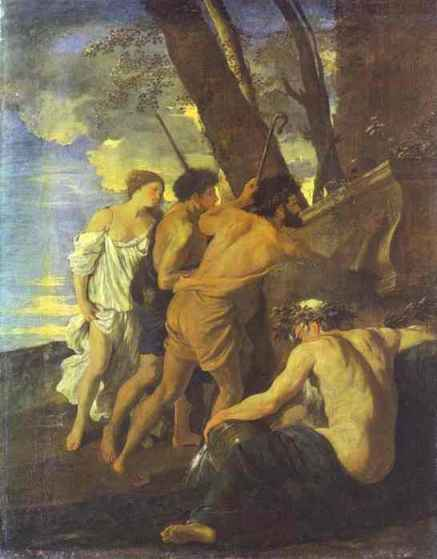
ニコラ・プッサン 『我アルカディアにもあり』 (1627年)、チャッツワース・ハウス、ダービーシャー (イングランド) 同じ碑文のある異なった石棺を描いている

『我アルカディアにもあり』（われアルカディアにもあり、仏: Et in Arcadia ego、英: Et in Arcadia ego）、または『アルカディアの牧人』（アルカディアのぼくにん、仏: Les Bergers d'Arcadie、英: The Arcadian Shepherds）は、17世紀のフランスの巨匠ニコラ・プッサンが1637–1638年頃にキャンバス上に油彩で制作した絵画。
元来、後に教皇となるジュリオ・ロスピリッリオージ (Giulio Rospigliosi) 枢機卿 の所有であったが、1685年にフランス王ルイ14世のコレクションに入り、1816年以来、パリのルーヴル美術館に所蔵されている。

## 作品
本作は、16世紀初頭のイタリアの詩人ヤコポ・サンナザーロの詩作品『アルカディア 』に触発されたものと思われる。アルカディアは、ギリシャのペロポネソス半島にある地で、古代から約束の地、地上の楽園と見なされてきた。数多くの詩人がこの人里離れた山岳地帯を黄金時代の理想郷として謳ってきた。そこで人々は、日々の悩みや都市生活の社会的制約に煩わされることなく暮らしていたという。
しかし、プッサンの本作と、その先例である同時代のイタリアの画家グエルチーノがアルカディアを表した作品は単なる理想郷ではない。「死を想え」という「メメント・モリ」の主題を扱った、グエルチーノの1618-1622年作『我アルカディアにもあり』（バルベリーニ宮国立絵画館、ローマ）には右前景に髑髏が描かれ、その下に「Et in Arcadia ego」 (我アルカディアにもあり) という碑文が見える。「我」は「死」を意味している。すなわち、アルカディアのような理想郷にも「死」は潜んでいるということなのである。
プッサンの本作も牧歌的な作品ではない。岩山を背景にした大きな石碑を囲む4人が描かれている。1人の牧人が、この石棺に刻まれた碑文を読み解こうとして、跪き、人差し指で文字をなぞっている。その右横の身を屈めた牧人も、さらに右横にいる運命の女神に問いかけるような眼差しを向けている。石碑に刻まれている文字はグエルチーノの作品と同じ「我アルカディアにもあり」である。この碑文が絵画の構図の中心点となっており、絵画の死の哲学を寸鉄詩的な明晰さで表現している。画中の4人は、今、死者の追憶にふけり、誰にでも訪れる死について思いを巡らせている。これは、17世紀イタリアの美術理論家ジョヴァンニ・ピエトロ・ベッローリが記述しているような「死に支配された幸福」についての瞑想である。
図像的に、石棺を前にして碑文を解読しようとしているほかの例として、プッサンと同時代のイタリアの画家ジョヴァンニ・ベネデット・カスティリオーネの版画『4人の賢者』という作品がある。この版画も、古代ローマのキケロが書いた『大カトー』から取られた格言風のラテン語碑文を4人の人物が読み解いている情景である。当時は、衒学的な事柄を画面に描き入れて、それを読み解くことに人文主義的な悦びを感じていたのである。
本作はプッサンの古典的美意識が完成されたものである。ヴェネツィア派の巨匠ティツィアーノを研究していた頃、画家が描いた1627年の『我アルカディアにもあり』(チャッツワース・ハウス、ダービーシャー) では、牧人たちは好奇心に満ちた表情をしており、女性は官能性をほのめかす服装をしている。しかし、本作では、この女性は「Cesi Juno」として知られる彫像に基づいた厳粛な女性像に置き換わっている。そして、1627年の作品のバロック的で不安定な構図は、本作では完璧な均衡のある安定した構図に取って替わられている。人物群はレリーフ的な空間のうちに限定され、完璧なバランスを保っている。また、プッサンの円熟した様式は、これらの見事に線刻された人物像のうちに明らかである。 画面左側の左膝をついた人物は、プッサンが居住していたローマのすぐ近くにあった彫刻を参考にしたと思われる。この片膝をつく男のモティーフはプッサンが偏愛したもので、しばしば人物画中に挿入されている。 